# Parlaments- und Präsidentschaftswahl in Paraguay 2018
Die Parlaments- und Präsidentschaftswahl in Paraguay 2018 fand am 22. April 2018 statt. Neben dem Präsidenten wurden die beiden Kammern des Nationalkongresses von Paraguay, die Abgeordnetenkammer und der Senat, sowie die Provinzparlamente neu gewählt. Hinzu kamen verschiedene Wahlen auf regionaler Ebene und die Wahl der 18 Abgeordneten aus Paraguay für den südamerikanischen Binnenmarkt Mercosur.

## Wahlergebnisse
Der bisherige Präsident Horacio Cartes und Vizepräsident Juan Afara von der Colorado-Partei waren nicht mehr wählbar, da die Verfassung nur eine Amtszeit zulässt. Die Präsidentschaftswahlen wurden von Mario Abdo Benítez von der Partido Colorado gewonnen, der Efraín Alegre vom Mitte-Links-Bündnis GANAR besiegte. Die Partido Colorado gewann auch die meisten Sitze im Senat und im Abgeordnetenhaus. Der neue Präsident und der neue Vizepräsident traten ihr Amt am 15. August 2018 an und ihre Amtszeit dauert bis zum August 2023.

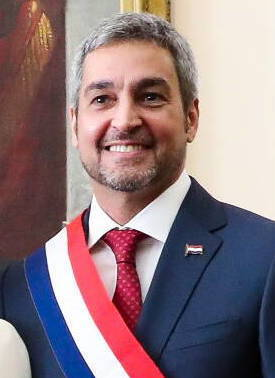
Der neu gewählte Präsident Mario Abdo Benitez während der Amtseinführung am 15. August 2018

| Kandidat                            | Partei/Bündnis                              | Stimmen   | %     |
| ----------------------------------- | ------------------------------------------- | --------- | ----- |
| Mario Abdo Benítez                  | Partido Colorado                            | 1.206.067 | 48,96 |
| Efraín Alegre                       | Gran Alianza Nacional Renovada              | 1,110,464 | 45,08 |
| Juan Bautista Ybáñez                | Partido Verde Paraguayo                     | 84.045    | 3,41  |
| Jaro Anzoátegui                     | Movimiento Nacional Artistas del Paraguay   | 15.490    | 0,63  |
| Atanasio Galeano                    | Partido del Movimiento Patriótico Popular   | 9.908     | 0,40  |
| Ramón Ernesto Benítez               | Movimiento Nacional Reserva Patriótica      | 9.361     | 0,38  |
| Pedro Almada                        | Partido Frente Amplio                       | 8.590     | 0,35  |
| Efraín Enríquez                     | Movimiento Político Soberanía Nacional      | 7.291     | 0,30  |
| Celino Ferreira                     | Movimiento Político Cívico Nacional Unámono | 6.295     | 0,26  |
| Justo Germán Ortega                 | Partido Socialista Democrático Herederos    | 5.930     | 0,24  |
| Ungültige Stimmen                   | Ungültige Stimmen                           | 134.548   | –     |
| Gesamt                              | Gesamt                                      | 2.597.989 | 100   |
| Registrierte Wähler/Wahlbeteiligung | Registrierte Wähler/Wahlbeteiligung         | 4.241.507 | 61,25 |

| Partei/Bündnis                           | Sitze |
| ---------------------------------------- | ----- |
| Partido Colorado                         | 17    |
| Partido Liberal Radical Auténtico (PLRA) | 13    |
| Frente Guasú                             | 6     |
| Partido Patria Querida (PPQ)             | 3     |
| Partido Hagamos                          | 2     |
| Partido Democratico Progresista          | 2     |
| Movimiento Cruzada Nacional (CN)         | 1     |
| Partido Unace                            | 1     |
| Gesamt                                   | 45    |

| Partei/Bündnis                           | Total |
| ---------------------------------------- | ----- |
| Partido Colorado                         | 42    |
| Partido Liberal Radical Auténtico (PLRA) | 30    |
| Partido Patria Querida (PPQ)             | 3     |
| Partido Encuentro Nacional (PEN)         | 2     |
| Partido Hagamos                          | 2     |
| Movimiento Cruzada Nacional (CN)         | 1     |
| Gesamt                                   | 80    |